# Final Fantasy VI
Final Fantasy VI (vroeger in Europa en Amerika bekend als Final Fantasy III) is een door Square (nu Square Enix) uitgebrachte Role-Playing Game.
Final Fantasy VI was toentertijd het laatste Final Fantasy-spel dat op een Nintendo-systeem zou uitkomen: Square zou voortaan met Sony in zee gaan en Final Fantasy op de PlayStation, en later ook op de pc uitbrengen. Het spel wordt als de beste Nintendo-RPG beschouwd, en door RPG liefhebbers zelfs als het beste Super Nintendo-spel ooit.
Het spel zit vol met geheimen, en bevat twee, eigenlijk drie geheime personages (in het Engels: characters). De meeste personages zijn gedetailleerd uitgewerkt, en ook worden voor het eerst volwassen onderwerpen als racisme, oorlogsmisdaden, zelfmoord en tienerzwangerschap aangesneden.

## Het verhaal
Final Fantasy VI kan opgedeeld worden in twee delen: de World of Balance en de World of Ruins.

### World of Balance
Terra, die half mens half Esper (een ras van oeroude magische wezens) is, wordt omwille van haar magische krachten misbruikt door keizer Gestahl en zijn generaal Kefka. Ze wordt onder invloed van gedachtencontrole samen met twee andere soldaten op pad gestuurd om een gevonden Esper uit het dorpje Narshe te bemachtigen. Dankzij het ingrijpen van de Esper ontkomt Terra aan de slechte invloed van Gestahl, en ontmoet de dief/schattenjager Locke, die haar overhaalt om zich aan te sluiten bij de verzetsgroep The Returners. Ook anderen sluiten zich bij de groep aan: koning Edgar van Figaro, zijn broer Sabin, de ridder Cyan, de wildebras Gau, ex-generaal Celes en de huurmoordenaar Shadow zijn een paar van hen.
Terra komt erachter dat zij zelf ook half-Esper is, en samen trachten ze de gevangengenomen Espers te bevrijden uit de keizerlijke hoofdstad Vector, waar de magische krachten van de Espers worden afgetapt in het Magitek laboratorium. Gestahl stuurt Kefka eropuit om het land van de Espers te vinden, maar ten slotte vallen de Espers Vector aan uit woede over het misbruik van hun soortgenoten. De keizer lijkt zich te realiseren waar hij mee bezig is en biedt vrede aan. Achteraf blijkt het een truc om de vrienden, Returners en de Espers te foppen, de Espers gevangen te nemen en de Standbeelden te beheersen, die zich in het Esperland bevinden.
Het hele continent waarop zich de toegang tot deze wereld bevindt rijst op en begint te zweven. De vrienden vallen Gestahl en Kefka aan, waar het op een confrontatie tussen Gestahl en Kefka uitloopt. Kefka weet de macht van de Standbeelden te gebruiken, treft Gestahl met een bliksemstraal en schopt hem van het continent af. De vrienden moeten rennen voor hun leven. Ze bereiken het luchtschip, maar de wereld verandert onherkenbaar.

### World of Ruins
Celes ontwaakt op een eilandje met doctor Cid. Met behulp van een vlot ontkomt ze naar het vasteland. De wereld blijkt volledig veranderd in een jaar: continenten zijn uiteengerukt, het water is vergiftigd, en monsters zijn overal. Kefka heerst vanuit een toren als een god over de wereld.
Dit tweede deel is redelijk non-lineair. Alleen Edgar en Setzer (de eigenaar van het luchtschip) hoeft de speler te vinden, daarna kan hij Kefka confronteren als hij dat zou willen. Dit zal in dit stadium echter waarschijnlijk niet goed aflopen. Het is de bedoeling dat de speler alle vrienden terugvindt, en in dit proces de personages door gevechtservaring en het vinden van nog sterkere wapens sterk genoeg wordt om Kefka te confronteren. Men kan daarnaast ook verborgen personages vinden: de Yeti Umaro, en de mimespeler Gogo.
Ten slotte confronteert de groep Kefka, verslaat hem, en herstelt de vrede en balans van de natuur in de wereld.

## Speelbare personages
- Terra Branford: Een dochter van een Esper en een mens. Hierdoor heeft ze sterke magische krachten die het keizerrijk tracht te misbruiken. Aanvankelijk was ze benoemd tot de vierde Generaal van het keizerrijk, echter werd ze met een hypnotiserend hoofddeksel in bedwang gehouden. Nadat ze als gehypnotiseerde slaaf van het keizerrijk in Narshe terechtkomt en aldaar haar hypnose door toedoen van een Esper verbroken wordt, helpt Locke haar om haar geheugen terug te krijgen, en te beslissen wat ze verder met haar leven wil; afzijdig van het gevecht blijven, of zich aansluiten bij het verzet en wraak nemen op het keizerrijk. In het begin van het spel is zij de enige die magie kan beoefenen, later in het spel krijgt zij een speciale vaardigheid waarbij ze kan transformeren in haar "Esper-vorm", waarbij haar magische krachten tijdelijk worden verdubbeld.
- Locke Cole: Locke is een dief en avonturier maar prefereert de term "schattenjager". Hij is de belangrijkste contactpersoon tussen Figaro en de verzetsgroep The Returners, en helpt Terra weg te komen van het keizerrijk. Hij voelt zich sterk verantwoordelijk voor het veilig houden van mensen waar hij om geeft, na een tragisch ongeluk met Rachel, de vorige vrouw in zijn leven. Later wordt hij verliefd op Celes. Zijn speciale gave in het spel is om voorwerpen van vijanden te kunnen stelen, en (indien uitgerust met een speciaal voorwerp) tegelijkertijd schade toe te brengen.
- Edgar Roni Figaro: Edgar is de koning van het technisch sterk ontwikkelde woestijnstaatje Figaro, dat de schijn aanhoudt om een bondgenoot te zijn van het keizerrijk, maar in het echt het verzet steunt via zijn vriend en contactpersoon, Locke. Hij houdt van techniek en het versieren van vrouwen. Zijn unieke vaardigheid in het spel is het gebruiken van speciale technisch geavanceerde wapens die speciaal voor hem zijn afgesteld, waaronder een automatische kruisboog, een bio-gasblazer en een kettingzaag.
- Sabin Rene Figaro: De tweelingbroer van koning Edgar. Aanvankelijk waren zowel hij als Edgar kandidaten voor troonopvolgers na de dood van hun vader; na de uitkomst van het tossen van een muntje gaf hij de troon op en verliet Figaro voor zijn vrijheid, waarna hij onder studie van meester Duncan 10 jaar lang aan krachttraining heeft gedaan. In het spel gebruikt hij de "Blitz" vaardigheid, een serie krachtige aanvallen die met behulp van een toetsencombinatie moeten worden ingevoerd.
- Celes Chere: Een voormalige generaal van het keizerrijk die volgens Cyan een oorlogsmisdadiger is. Ze wordt bevrijd door Locke en sluit zich bij de groep aan tegen het keizerrijk. Ze is waarschijnlijk genetisch gemodificeerd met behulp van Magitek zodat ze magie kan bedrijven. Haar "Runic" vaardigheid maakt haar een soort van magische bliksemafleider, die elke magische aanval van de tegenstander opvangt en deze absorbeert om haar MP bij te vullen. De aanval absorbeert echter ook magie van protagonisten, dus timing is essentieel.
- Shadow: Een huurmoordenaar getraind in ninjatechnieken. Hij sluit zich bij de groep aan, aanvankelijk om wat te doen te hebben en om geldelijk gewin, pas later uit overtuiging. Alhoewel het in het spel nooit expliciet duidelijk wordt gemaakt, kan er geïmpliceerd worden dat Shadow de vader van Relm is, die later op het slechte pad ging. Zijn enige vriend is zijn hond, Interceptor; alleen Shadow en Relm kunnen hem veilig benaderen. Zijn unieke vaardigheid is "Throw", waarmee hij shuriken (maar ook andere voorwerpen, zoals overbodige wapens e.d.) naar tegenstanders kan werpen om schade toe te brengen. Zijn echte naam is Baram en zijn partner in de misdaad was Clyde, een verwijzing naar Bonnie en Clyde.
- Cyan Garamonde: Cyan is een samoeraisoldaat uit het staatje Doma. Nadat Kefka het kasteel van Doma heeft overgenomen door het omringende water te vergiftigen en het hele kasteel, inclusief de koning en Cyans vrouw en kind om te brengen, sluit hij zich als enige overlevende aan bij het verzet. Zijn taalgebruik doet ouderwets aan. Hij vertrouwt Celes niet en heeft een hekel aan machines. Zijn "Bushido" (of SwordTech) techniek stelt hem in staat om een van acht verschillende vechttechnieken te gebruiken; hoe langer hij wacht met aanvallen, des te sterker de gebruikte techniek.
- Mog: Een Moogle die zich als verborgen en optioneel personage bij de groep aansluit. Vroeg in het spel helpt hij, met een grote groep van zijn soortgenoten, om Locke en Terra te laten ontsnappen van de soldaten van het keizerrijk. Ook is hij het personage dat bestuurd wordt om keuzes te maken als het verhaal zich in meerdere takken opsplitst, en de speler moet kiezen welke tak er als eerst gevolgd wordt. Door Mog te laten vechten in veel verschillende gebieden leert hij steeds meer verschillende "Dance" vaardigheden, waarbij hij bepaalde aanvallen gebruikt die vat hebben op de locatie waar hij deze geleerd heeft (Bijvoorbeeld zandstormen uit de woestijn, of vloedgolven en regenbuien uit de rivier).
- Gau: Een jongen die op jonge leeftijd door zijn gestoorde vader het huis uit is gezet en is opgegroeid tussen de wilde dieren. Hierdoor is hij sterk verwilderd, en is zijn taalgebruik erg gebrekkig. Zijn vechtstijl is het bestuderen van het gedrag van vijanden, en die, na deze geleerd te hebben, na te bootsen.
- Setzer Gabbiani: Setzer is de eigenaar van het enige luchtschip ter wereld en is dol op gokken, avonturen en risico. Aanvankelijk wil hij Maria, de hoofdrolspeelster van het theater meenemen; Celes blijkt echter een treffende gelijkenis met Maria te hebben, en met Celes als lokaas wordt Setzer naar het theater gelokt en overgehaald om de groep te helpen, na behulp van het gokken op een muntje. (Die twee diezelfde kanten heeft, dus hij kon niet winnen!) Setzer heeft twee mogelijke speciale vaardigheden; met "Slots" gebruikt hij een willekeurige aanval geselecteerd door een Fruitautomaat-systeem, met "Gil Toss" doet hij schade aan vijanden door ze geld toe te werpen.
- Relm Arrowny: Relm is de kleindochter van Strago die een speciale kracht heeft in haar schilderkunst. Ze heeft een speciale band met haar opa Strago, en is behoorlijk pienter en wereldwijs voor haar leeftijd. Relm heeft twee mogelijke vaardigheden; Met "Sketch" schildert ze een portret van een van de tegenstanders in het gevecht, waarna deze eventjes tot leven komt en willekeurig een van diens aanvallen gebruikt. Met een bepaald speciaal voorwerp krijgt zij echter de "Control" vaardigheid, waarmee ze een van de tegenstanders zelf kan besturen.
- Strago Magus: Strago is een tovenaar uit het dorpje Thamasa, waar de laatste magiërs wonen. Hij heeft er een hekel aan als een oude man behandeld te worden, ook al heeft zijn kleindochter Relm het beste met hem voor. Hij beoefent "Blauwe Magie", waarbij hij bepaalde magische technieken van zijn tegenstanders kan leren en gebruiken, zodra hij er minstens eenmaal zelf door is getroffen.
- Umaro: Een yeti die aanvankelijk de groep aanvalt, maar naar Mog luistert en zich aansluit. Umaro is een krachtige vechter, maar hij valt echter niet te besturen, en vecht op z'n eigen houtje als hij in het team zit.
- Gogo: Gogo is een verborgen personage en een "mimic", die andere leden van het team kan imiteren. Gogo kan alle "special skills" gebruiken die de rest van de speelbare karakters (behalve Banon en General Leo) ook kunnen, deze zijn (buiten gevechten om) op het statusscherm van Gogo naar keuze in te stellen. Als Gogo een magische aanval imiteert kost dit geen MP. Verder is er weinig bekend over deze persoon; zelfs Gogo's geslacht blijft een mysterie.

## Andere personages
- Banon: Banon is de leider van het verzet, de Returners. Hij is een kort stuk in het spel een speelbaar personage, maar als Banon 0 HP heeft in een gevecht, is het spel meteen afgelopen, ook als de andere 3 nog kunnen vechten. Dus de groep moet hem goed beschermen in dat stuk van het spel.
- Narshe Elder: Hij is de leider van de mijnbouwgemeenschap Narshe. Aanvankelijk wil hij zijn stad niet bij de oorlog betrekken, zelfs niet na een brute rechtstreekse aanval van het keizerrijk. Later sluit hij een alliantie met de Returners.
- Duane en Katerin: Een jong koppel van 16, 17. Duane verwekt een kind bij Katerin dat geboren wordt in de World of Ruins. Door de inspanningen van de helden zal dit kind gelukkig in vrede opgroeien.
- Cid del Norte Marguez: De geniale uitvinder die de Magitek Facility heeft gebouwd voor Gestahl en het keizerrijk. Hij is de wetenschapper achter de Magitek technologie, totdat hij erachter komt wat Gestahl er daadwerkelijk mee van plan is. Hij kent Celes al sinds ze een kind was, en ziet haar ook als een dochter. Cid verzorgt de bewusteloze Celes voor een jaar lang nadat Kefka de wereld heeft verruïneerd.
- Gestahl: Gestahl is de keizer van het keizerrijk. Vanuit zijn metalen fort in de keizerlijke hoofdstad Vector beraamt hij plannen om de hele wereld te onderwerpen en magie te beheersen. Hij is arrogant, oneerlijk en heeft geen enkele consideratie voor zijn medemens. Hij was degene die Kefka en Celes met Magitek liet behandelen. Zijn ondergang wordt uiteindelijk dat hij Kefka te veel macht laat krijgen, waardoor Kefka hem uiteindelijk verslaat en doodt.
- Kefka Palazzo: Kefka is een van de generaals van Gestahl. Toen hij behandeld werd met Magitek ging er iets mis, waardoor hij zich ontwikkelde tot een psychopaat. Waar Gestahl nog grenzen kende kent Kefka die absoluut niet. Dat komt Gestahl goed uit, want in tegenstelling tot generaal Leo deinst Kefka nergens voor terug. Kefka had echter nooit zo'n hoge dunk van Gestahl, en uiteindelijk zag hij zijn kans om zich definitief tegen Gestahl te keren, hem te doden, en de drie Godinnen-standbeelden te veroveren, waarna hij met zijn nieuwgevonden goddelijke krachten de wereld vervormt tot een duistere woestenij. Kefka is met zijn clownachtige uiterlijk, onvoorspelbare en psychopate gedrag en typerende lach een typische 'evil clown'.
- Generaal Leo Cristophe: Naast Celes en Kefka is hij de derde generaal van Gestahl. Hij strijdt echter met eer, gelooft dat hij zijn vaderland dient, hoopt conflicten vredig te kunnen beëindigen, en heeft hart voor de manschappen die onder hem dienen. Hij weigerde dan ook een Magitek-behandeling. Hij heeft een wederzijdse hekel aan Kefka en zijn manier van doen, en wordt uiteindelijk in opdracht van Gestahl door Kefka omgebracht.

## Verwijzingen
In het spel zijn verschillende verwijzingen terug te vinden naar andere bronnen, bijvoorbeeld mythologische figuren, gebeurtenissen uit onze eigen wereld en tv-personages. Sommige verwijzingen zijn in de Noord-Amerikaanse/Europese versie aangepast.
- Biggs & Wedge: Deze personages zijn vernoemd naar personages uit Star Wars; naar verluidt waren de makers van Final Fantasy grote fans van deze filmserie; ook in andere FF games (waaronder Final Fantasy VII) komen Biggs en Wedge voor.
- Cid: In bijna elk Final Fantasy spel zit een personage dat Cid heet. In dit geval is het Dr. Cid. Meestal heeft hij te maken met de luchtschepen in het spel. Ook dit personage is herleidbaar uit Star Wars, de ontwikkelaars noemen Cid de Yoda van Final Fantasy.[1]
- Ook het keizerrijk is gebaseerd op het keizerrijk uit Star Wars, waarbij de Imperial Troopers gebaseerd zijn op de Imperial Stormtroopers uit Star Wars en ook soortgelijk gedrag vertonen. Dit Star Wars keizerrijk is overigens gebaseerd op het Imperium uit de boeken van Isaac Asimov, dat op zijn beurt gebaseerd is op het Romeinse Rijk.
- De namen van de verschillende Espers zijn verwijzingen naar verschillende mythologische wezens zoals Phoenix, Bahamut en Ifrit. Twee Espers zijn vernoemd naar werkelijk historische personages: Alexander en Bismarck. De sprite van de Esper Siren is in de Engelstalige versie aangepast omdat deze te bloot was.
- Verschillende verwijzingen naar religie zijn in de Engelstalige versie aangepast. De spreuk Holy (heilig) werd herbenoemd tot Pearl (parel). Bovendien heette de Esper Crusader (kruisvaarder) oorspronkelijk Jihad. Ook werd de naam van de hoofdpersoon Tina gewijzigd in Terra aangezien Tina in Japan een exotische voornaam is maar in Engelstalige gebieden nou juist niet.
- Een aantal persoonsnamen en plaatsnamen zoals Locke, Vector en the Veldt.
- Wanneer men de eindstrijd tegen Kefka begint, vecht men eerst tegen een kolom van monsters waarbij men van beneden naar boven werkt: eerst tegen een demon, daarna tegen een aantal mensfiguren, daarna tegen engelachtige figuren en ten slotte tegen Kefka in engelengedaante. Dit is gebaseerd op de hel, het vagevuur, de hemel en de ontmoeting met God uit de Goddelijke Komedie.

## Uitglijders
Het spel bevat een aantal Glitches (foutjes). Het beruchtst is de Sketch-bug van Relm, die op kan treden als Relm het commando "Sketch" (schets) gebruikt. De graphics kloppen dan niet meer, en men krijgt ineens heel veel items, waaronder de sterkste wapens. Het effect is enigszins vergelijkbaar met de Missingno glitch uit de eerste twee spellen in de Pokémon-serie. Ook kan de speler een vijand, soms zelfs een sterke baas, gemakkelijk verslaan door de spreuk Vanish op de tegenstander te gebruiken, gevolgd door Doom of Death. Vanish zorgt er namelijk voor dat alle spreuken 100% kans hebben om te raken, inclusief Death.

## Gastrollen in andere spellen
Sommige van de personages uit Final Fantasy VI zijn ook verschenen in andere spellen.
- Verscheidene personages zijn te zien in het publiek terwijl de hoofdrolspeler in een arena tegen een gladiator vecht in Secret of Evermore.
- Setzer heeft een kleine gastrol in Kingdom Hearts II als de huidige kampioen van het Struggle-toernooi in Twilight Town.
- Terra en Kefka zijn speelbare karakters in de reeks Dissidia Final Fantasy vechtspellen voor PlayStation Portable.

## Trivia
- Het spel is opgenomen in het boek 1001 Video Games You Must Play Before You Die van Tony Mott.
- Hoewel veel elementen van het spel nog middeleeuws zijn als in eerdere delen I tot en met V, is de setting als geheel steampunk en vormt het als zodanig een overgang naar latere delen als Final Fantasy VII en VIII die in technisch geavanceerdere omgevingen spelen. Er is sprake van geavanceerde vlieg- en oorlogsmachines en een spoorlijn, en men treft ouderwetse grammofoons aan. De gegeven verklaring is dat na de 'War of the Magi' de mensheid magie vergat en zich in plaats daarvan wijdde aan techniek. De kleding en haarstijl doen 17e-eeuws aan.
- Hoewel in Final Fantasy IV al eerder gebruik was gemaakt van een leidmotief, was dit destijds slechts voor één personage (Golbez). In Final Fantasy VI heeft iedere antagonist plus Kefka een eigen leidmotief.